# Iota Canis Majoris
Iota Canis Majoris (ι CMa / 20 Canis Majoris / HD 51309) és un estel en la constel·lació del Ca Major de magnitud aparent +4,39. És un estel distant situat a 2500 ± 250 anys llum del sistema solar.
Iota Canis Majoris és un estel blanc-blavenc de tipus espectral B3Ib-II amb característiques intermèdies entre supergegant «menor» i gegant lluminós Té una temperatura efectiva de 16.750 K i és enormement lluminosa, 46.000 vegades més que el nostre Sol. El seu radi és 26 vegades més gran que el radi solar i rota amb una velocitat projectada de 54 km/s —encara que la seva velocitat real pot ser molt superior—, implicant un període de rotació inferior a 24 dies. Tot i que encara figura catalogat com a variable Beta Cephei, avui es pensa que no forma part d'aquest grup.
Quant al seu estat evolutiu, es pensa que Iota Canis Majoris, amb una edat aproximada d'11 milions d'anys, recentment ha acabat la fusió del seu hidrogen intern. La seva massa, 14 vegades major que la massa solar, implica que acabarà la seva vida explotant com una supernova, quan serà 100.000 vegades més brillant que en l'actualitat.